# Teicha (Petersberg)
Teicha ist eine Ortschaft der Gemeinde Petersberg im Saalekreis in Sachsen-Anhalt. Teicha liegt nördlich von Halle (Saale) in der Nähe des Petersberges, an der Verbindungsstraße von Halle (Saale) nach Köthen. Die Bundesautobahn 14, die von Leipzig nach Magdeburg führt, liegt nördlich von Teicha. In Teicha leben 1.260 Menschen (Stand: 1. Januar 2022).
Die ehemals selbstständige Gemeinde war seit dem 1. Juli 2006 ein Ortsteil der neugebildeten Gemeinde Götschetal. Seit dem 1. Januar 2010 gehört Teicha zur Einheitsgemeinde Petersberg.

## Geographie

### Ortsteile
Zur Ortschaft Teicha gehören folgende Ortsteile:
- Groitsch (seit 1. April 1938 zu Teicha gehörig)
- Löbnitz (seit 1. Oktober 1936 zu Teicha gehörig)
- Lehndorf (seit 1. Oktober 1936 zu Teicha gehörig)
- Räthern
- Teicha

## Geschichte
Teicha wurde urkundlich erstmals 961 erwähnt. Älter ist der Ortsteil Groitsch, der im Jahre 952 urkundlich erwähnt wurde. Dieser besaß ehemals eine Wasserburg. Die Ersterwähnung von Löbnitz, einer alten sorbischen Siedlung, erfolgte 1270. Zum als Kolonialsiedlung angelegten Lehndorf gehört Räthern, eine Rodungssiedlung, die erstmals 1371 genannt wurden.
Auf einer alten slawischen Kultstätte wurde die romanische Kirche zu Teicha erbaut. Kirche und Dorf waren dem Amt Giebichenstein zugehörig, kamen aber im Jahre 1120 in den Besitz des Petersberger Klosters Neuwerk. Die Kirche ist St. Moritz, dem Schutzheiligen der Sachsenzeit, geweiht. Wie Teicha gehörten auch Groitsch, Löbnitz, Lehndorf und Räthern zum Amt Giebichenstein im Saalkreis des Erzstifts Magdeburg. Mit dessen Angliederung an Preußen gehörten sie ab 1680 zum brandenburg-preußischen Herzogtum Magdeburg.
Das 1546 in Halle lagernde kaiserliche Heer tyrannisierte auch Teicha. Noch schlimmer traf es das Dorf im Dreißigjährigen Krieg, als die Pest 1636 viele Opfer forderte. Österreicher und Reichstruppen erpressten im Siebenjährigen Krieg 1761 hohe Kontributionen. Auch die Franzosen suchten Teicha heim (1806). Sie plünderten und zerstörten das Inventar der Kirche und brachten den Pfarrer um. Mit dem Frieden von Tilsit wurde der Ort und seine vier heutigen Ortsteile im Jahr 1807 dem Königreich Westphalen angegliedert und dem Distrikt Halle im Departement der Saale zugeordnet. Sie gehörten zum Kanton Neumarkt. Nach der Niederlage Napoleons und dem Ende des Königreichs Westphalen befreiten die verbündeten Gegner Napoleons Anfang Oktober 1813 den Saalkreis. Bei der politischen Neuordnung nach dem Wiener Kongress 1815 wurden die fünf Orte im Jahr 1816 dem Regierungsbezirk Merseburg der preußischen Provinz Sachsen angeschlossen und dem Saalkreis zugeordnet.
In den 1950er-Jahren kamen zahlreiche Umsiedler nach Teicha. In den achtziger Jahren und ab 1994 wurden in Teicha viele Eigenheime errichtet, ohne dass dadurch die Dorfstruktur beeinträchtigt wurde. Auch deshalb belegte die Gemeinde beim 6. Landeswettbewerb „Unser Dorf hat Zukunft“ den ersten Platz.

## Politik

### Bürgermeister
Letzter ehrenamtlicher Bürgermeister war Ulli Leipnitz (22. September 2002–30. Juni 2006). Nach Bildung der Einheitsgemeinde wurde Götz Sobisch zum Ortsbürgermeister gewählt. Seit 2019 ist Steffen Schulze der amtierende Ortsbürgermeister.

### Wappen

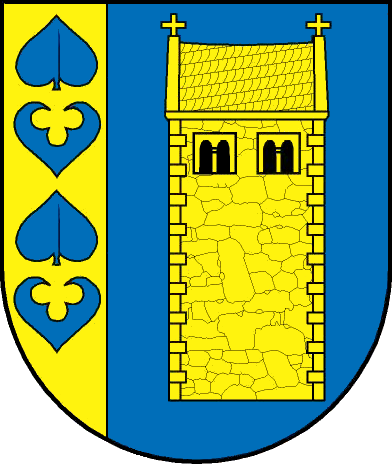
Wappen von Teicha

Blasonierung: „In Blau ein schwebender, schwarz konturierter goldener Kirchturm mit an den Giebeln bekreuztem schwarz konturiertem Satteldach, darunter vier schwarze Rundbogenfensteröffnungen (2:2) nebeneinander. Rechts eine goldene Flanke, belegt mit zwei gestielten steigenden blauen Lindenblättern im Wechsel mit zwei gestützten blauen Seeblättern (1:1).“
Die Farben von Teicha – abgeleitet vom Wappen – sind Blau - Gold (Gelb).

### Flagge
Die Flagge ist Blau - Gelb geteilt mit dem aufgelegten Wappen.

### Ortspartnerschaften
Es besteht eine Partnerschaft mit der Gemeinde Izbicko in der Republik Polen.

## Wirtschaft und Kultur
Teicha verfügt über eine sehr gute Infrastruktur. Ungefähr 40 Gewerbe sind hier ansässig, darunter solche, die bis in das 16. Jahrhundert zurückgehen, wie die Schmiede, die bereits in 5. Generation tätig ist. Die ortsansässige Bäckerei wurde 1910 eröffnet. Sie versorgt in vierter Generation die Menschen im Ort und weit darüber hinaus.
Das „Gasthaus zu Teicha“ besteht seit 1740 und ist seit 1858 in Familienbesitz. Ein Gewerbehof ist im Zentrum des Dorfes entstanden, der neben den sich angesiedelten Gewerben mehr und mehr auch ein Zentrum des kulturellen Lebens geworden ist und von den 16 in Teicha vorhandenen Vereinen genutzt wird. So fand z. B. Im Jahr 2015 das Chorfest des Saalekreises statt, welches aus Anlass des 40-jährigen Bestehens der Chorgemeinschaft Götschetal durchgeführt und mit dem Chorjubiläum verbunden wurde.

### Bauwerke

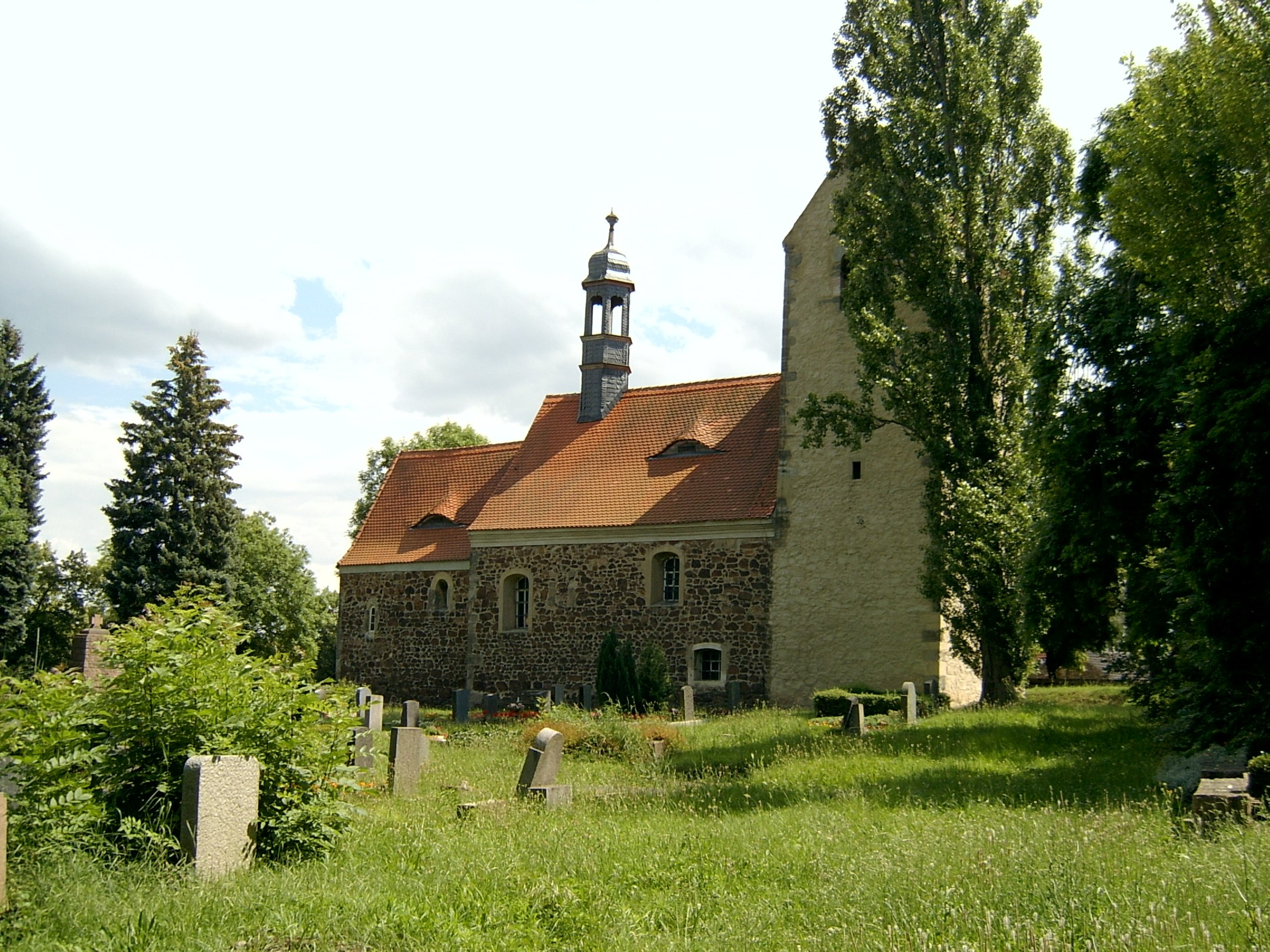
St. Mauritius

Die Kirche St. Mauritius wurde um 1100 auf einem Hügel erbaut. An ihrer südlichen Mauer liegen zwei Heidensteine, die auf ein hohes Alter dieser Götschetalsiedlung schließen lassen. Offenbar ist der heutige Kirchhügel eine alte Kultstätte gewesen. Die Kirche Teichas bzw. ihre ältesten Teile: Turm, das alte Schiff mit ursprünglich drei rundbogigen Fenstern, sind romanisch, der dreiseitig schließende Chor ist gotisch, die Sakristei und Eingangshalle sind barock, der unpassende zwecklose Dachreiter stammt aus dem 18. Jahrhundert. In den Jahren 2001 bis 2003 wurde die Orgel aus Spenden der Einwohner saniert.
Bis zu ihrer Stilllegung im Jahre 1890 arbeitete bei Löbnitz an der Götsche eine 1710 erbaute oberschlächtige Wassermühle.

### Vereine
Der örtliche Sportverein ist der SV Traktor Teicha e. V., einer der ältesten Sportvereine Deutschlands. Er wurde am 10./12. Juni 1885 unter dem Namen Turnfreunde Teicha-Löbnitz gegründet. Derzeit gehören weit über 200 Mitglieder dem Verein in den Abteilungen Fußball, Tischtennis und Gymnastik an.
Die Chorgemeinschaft Götschetal ist eine Vereinigung, welche seit 1949 als Männerchor und seit 1975 als gemischter Chor unter dem Namen „Volkschor Teicha“ bekannt geworden ist. Im Zuge der Verwaltungsreform fand 2007 eine Namensänderung in Chorgemeinschaft Götschetal statt. Derzeit zählt der Chor etwa 20 Mitglieder. Bereits im Jahre 1881 gab es einen Chor in Teicha.
Seit 1999 existiert der Heimatverein Teicha e. V., dieser zählt aktuell rund 30 Mitglieder. Er fördert das gemeinschaftliche und kulturelle Leben in der Ortschaft.
Seit 1935 gibt es die Freiwillige Feuerwehr. Ein Schalmeienorchester wurde 1956 gegründet. Jüngster Verein ist der seit dem Jahr 2000 bestehende Siedlerbund.

### Regelmäßige Veranstaltungen
Alljährlich finden ein Dorffest, ein Oldtimertreffen, der Vorgartenwettbewerb des Siedlerbundes e. V. und des Heimatvereines Teicha e. V., sowie ein Frühjahrsteilemarkt der Oldtimerfreunde Halle-Teicha e. V. statt.

## Verkehr
Der Haltepunkt Teicha liegt an der Bahnstrecke Halle–Vienenburg.

## Persönlichkeiten

### Söhne und Töchter des Ortes
- Karl Heinz Lotz (* 1946), Filmregisseur, Drehbuchautor und Filmproduzent.